# كارل تومسون
كارل تومسون (بالإنجليزية: Carl Thompson)‏ هو صانع وتريات ‏ أمريكي، ولد في 1939 في Pitcairn, Pennsylvania ‏ في الولايات المتحدة.